# 큰톱날꽃게
큰톱날꽃게(Mud crab, Mangrove crab)는 인도-태평양 주변 말레이 제도, 남아프리카, 일본 남부, 오스트레일리아, 피지 그리고 사모아 등의 나라에 서식하는 꽃게과의 기수성 게이다. 진흙꽃게, 맹그로브게라고도 한다. 맹그로브 숲에 서식한다. 한반도산 톱날꽃게가 예전에 이 종으로 알려져 있었다.

## 수산물
동남아시아 지역의 대표적인 '머드 크랩(mud crab)'으로, 여러 요리에 이용된다. 이 게를 사용하는 대표적인 요리로는 태국의 뿌 팟 퐁 까리, 싱가포르의 칠리 크랩 등이 있다. 허물을 막 벗은 톱날꽃게를 잡아 냉동시킨 제품을 연갑게(소프트셸 크랩, soft shell crab)라고 하는데 일반적인 게보다 부드러워 껍질채 먹을 수 있다.